# Juliusz Łuciuk
Juliusz Łuciuk, né le 1er janvier 1927 et mort le 17 octobre 2020 à Cracovie, est un compositeur polonais. Il a été élève à l’Académie de musique de Cracovie. De 1958 à 1959 il étudie avec Nadia Boulanger à Paris.

## Discographie
- 1998: The New Polish Music Panorama I - Choral and Organ Music - Acte Préalable AP0005
- 2001: Gaude Mater Festival - 3 - Polish Mass - Acte Préalable AP0098
- 2007: - Juliusz Łuciuk - Medea - ballet in one act and twelve scenes - Acte Préalable AP0147
- 2006: - Gaude Mater Festival - 6 - Polska sakralna muzyka współczesna - Acte Préalable AP0187
- 2009: - Juliusz Łuciuk - Sonorous Piano Visions - Acte Préalable AP0225
- 2009: - Juliusz Łuciuk - Piano concertino - Concerto for double bass - Acte Préalable AP0227
- 2009: - Juliusz Łuciuk - Wings and Hands - Acte Préalable AP0229
- 2011: - Juliusz Łuciuk - Gesang am Brunnen - oratorio - Acte Préalable AP0240
- 2013: - Polish contemporary chamber music with mezzo-soprano - Acte Préalable AP0274
- 2014: - Juliusz Łuciuk - Omaggio a L'Aquila - Spełnienie - Acte Préalable AP0293
- 2016: - Juliusz Łuciuk - Memories... lyrical, sentimental, carefree - Acte Préalable AP0357